# Auguste Gérard
Auguste Gérard, né le 28 mars 1852 à Paris et mort le 17 septembre 1922 au Pêchereau, est un diplomate et écrivain français.

## Biographie

### Jeunesse
Auguste Gérard, originaire d'un milieu républicain plutôt modeste (père marchand de bois), symbolise à bien des égards la montée des « couches nouvelles » dans les débuts de la IIIe République. Il fait ses études au collège Sainte-Barbe où il devient l'ami de Paul Bourget. À 17 ans, au début de 1870, alors qu'il est élève au lycée Louis-le-Grand, il fait connaissance à l'Assemblée nationale de Léon Gambetta dont il restera l'intime et qui le pousse à faire l'École normale supérieure. Auguste Gérard en sort en 1876. Après un séjour en Angleterre où il prépare une thèse sur Coleridge, il devient, sur les recommandations de Gambetta et d'Ernest Bersot, directeur de l'École normale, le lecteur et le secrétaire français de l'impératrice Augusta de Saxe-Weimar-Eisenach, épouse de Guillaume Ier et francophile. Il reste quatre ans à Berlin où il s'initie à la politique internationale et a en particulier l'occasion d'apercevoir Bismarck et d'assister au Congrès de Berlin de 1878.
À l'initiative de Gambetta, Charles de Freycinet, président du Conseil et ministre des affaires étrangères, le nomme, en mars 1880, chef du bureau de la presse au Quai d'Orsay, rattaché à son cabinet. Ainsi, alors même qu'il est un pur produit de la méritocratie républicaine, c'est sur recommandation et non par la voie des concours, qui commençait alors d'être mise en place, qu'il entre dans la carrière diplomatique.

### Premières missions
À la chute du ministère, Gérard est envoyé à l'ambassade de France à Washington comme deuxième secrétaire. Il s'ennuie alors dans la capitale américaine, qui est loin d'être considérée comme un poste central. L'année suivante, c'est le gouvernement Léon Gambetta. Le président du Conseil, ministre des affaires étrangères, rappelle Auguste Gérard et le nomme chef de son cabinet au Quai d'Orsay. Après la chute du gouvernement Gambetta, Freycinet, revenu aux affaires, l'envoie comme premier secrétaire à Madrid. Auguste Gérard reste cependant très proche de Gambetta et recevra de lui ses dernières observations sur l'évolution souhaitable de la République. Le troisième poste d'Auguste Gérard est à Berne en 1883 comme secrétaire puis conseiller. Il y est nommé chevalier de la Légion d'honneur, à 33 ans. En 1885, Auguste Gérard est conseiller puis ministre plénipotentiaire au Quirinal puis chef de légation au Monténégro en 1889.

### Les grands postes
Auguste Gérard est deux ans plus tard au Brésil comme envoyé extraordinaire et chef de légation et y occupe son premier grand poste.
En 1893, il est chef de poste à Pékin. Son action, pendant et après la guerre sino-japonaise, va permettre à la France de lier la Chine à l'alliance franco-russe et de disposer d'une zone d'influence au sud de la Chine, verrouillant le nord de l'Indochine française. Il intervient en Chine dans tous les domaines. En particulier, il joue un rôle important dans l'ouverture de la Chine impériale à la notion de relations diplomatiques avec le reste du monde. Ainsi, il est parmi les premiers envoyés diplomatiques à remettre ses lettres de créance à l'empereur de Chine au cours d'une audience privée qui est alors perçue comme une expérience quasi traumatisante par la cour de Pékin. Il est la cheville ouvrière de la présence française dans les domaines financiers et bancaires et est l'initiateur français de la création de la Banque russo-chinoise, dans laquelle intervient la Banque de Paris et des Pays-Bas. Il défend les missions et, à la suite des émeutes antichrétiennes au Sichuan, obtient des dédommagements importants, la punition des coupables et la destitution du vice-roi Liu Bingcheng. Sans l'activité persévérante de Gérard, écrira Gabriel Hanotaux en 1928, la France serait peu de chose sur cette partie du monde, et, pour tout dire en un seul mot, la grande Indochine française n'existerait pas..
Le huitième poste d'Auguste Gérard est à Bruxelles en 1898 comme envoyé extraordinaire et chef de poste. Il y reçoit un excellent accueil du roi des Belges Léopold II qui suit personnellement les intérêts de la Belgique en Chine et a eu de nombreuses occasions de l'apprécier les années précédentes. Il est nommé en 1906 au grade prestigieux d'ambassadeur de France.
En 1906, il ne peut obtenir d'être gouverneur général de l'Indochine, et il est nommé chef de poste à Tokyo, où il sera le premier ambassadeur de France, marquant l'élévation de la représentation française du rang de légation à celui d'ambassade. Il y retrouve l'Extrême-Orient dont il est alors un grand spécialiste, dans le pays qui a vaincu la Chine puis la Russie. Il a parmi ses missions de faire en sorte que, dans le cas de plus en plus probable d'une guerre avec l'Allemagne, le Japon soit du côté de la France. En 1908, il représente la France en qualité d'ambassadeur extraordinaire (il est accompagné par Paul Claudel, alors consul général à Tien-Tsin et plus tard ambassadeur au Japon) aux funérailles communes de l'empereur de Chine Guangxu et de l'impératrice douairière Cixi. En 1911, il est chargé à Paris d'une mission d'organisation du Quai d'Orsay, qui aboutira à la création du poste de secrétaire général, pour lequel il postule mais qui ne sera mis en place qu'en 1915. Auguste Gérard revient à Tokyo où il continuera à servir les intérêts français, aidé par sa mère qui, devenue veuve, l'a suivi et se lie efficacement avec l'impératrice régente puis douairière et la famille impériale. Il est élevé à la dignité de grand officier de la Légion d'honneur. À son départ en novembre 1913, le Japon lui fait des adieux grandioses.

### Historien des relations diplomatiques
À Paris puis dans l'Indre, Auguste Gérard entreprend à partir de 1913 une double carrière, d'historien de la diplomatie et dans les milieux financiers, où il appartient à plusieurs conseils d'administration. Il crée une Fondation Auguste Gérard auprès de l'Institut de France. L'Académie des sciences morales et politiques décerne tous les cinq ans un prix Auguste Gérard à un ouvrage diplomatique rédigé en français. L'ambassadeur de France Auguste Gérard meurt en 1922 au château de la Fosse, près d'Argenton-sur-Creuse. Il est enterré à Paris au Père-Lachaise.

## Œuvres
- Souvenirs de Carrière, écrit à Paris entre 1913 et 1916
- L'Effort japonais, 31 p., Blood & Gay, Paris, 1916
- Ma mission en Chine, 1893-1897, français, 347 p., Plon-Nourrit, Paris, 1918 : traduction en chinois, 223 p., Shang wu yin shu Guan, Pékin, 1989  (ISBN 7100004586) ; édition annotée, 545 p., Éditions de l'Albatros, 2022  (ISBN 9781471730023)
- Nos alliés d'Extrême-Orient, français, 249 p., Payot, Paris, 1918
- La Triple entente et la guerre, 357 p., Calmann-Lévy, 1918
- "Le Front d'Asie", in Revue des deux Mondes, tome 46, juillet-août 1918
- L'Extrême-Orient et la paix, français, 221 p., Payot, Paris, 1919
- Ma mission au Japon (1907-1913) avec un épilogue de 1914 à 1919 et quatre portraits, français, 412 p., Plon-Nourrit, Paris, 1919
- À la mémoire de ma mère, français, 100 exemplaires hors commerce, 164 p., Plon-Nourrit, Paris, 1924
- Souvenirs de jeunesse d'un ambassadeur, La Revue Universelle, no 1010, 98.0932, p. 385-407, français, Paris, août 1928
- Mémoires d'Auguste Gérard, ambassadeur de France, La vie d'un diplomate de la 3e République, préface de Gabriel Hanotaux, 568 p., français, Plon, Paris, 1928
- La Revue des deux Mondes, La Revue philosophique, le Courrier Littéraire : différents articles d'Auguste Gérard, français
- Papiers d'Auguste Gérard, Correspondance personnelle, Documentation iconographique sur le Japon (1907-1914), fonds Pierre Arnoult, cartons 18 à 28, Archives Nationales de France
- Trente-sept lettres d'Auguste Gérard, ambassadeur de France, 1902-1911, Bibliothèque universitaire de la Sorbonne, Manuscrits de la bibliothèque Victor-Cousin, Paris, Ff. 3629 et 3637-3691
- Sur le Yang-Tse, journal d'une double exploration pendant la campagne de Chine (1900-1901), Félix Hémon et all., préface par A. Gérard, ancien ministre de France en Chine, Ch. Delagrave, Paris, 1904
- Les Idéaux de l'Orient - Le Réveil du Japon, par Okakura Kakuso, traduction française de Jenny Serruys, préface d'Auguste Gérard, Paris, Payot, 1917

### Traductions
- Jacob Burckhardt, Le Cicerone, Guide de l'art antique et de l'art moderne en Italie, 1855, traduction française d'Auguste Gérard, ancien élève de l'École normale supérieure, conseiller d'ambassade, Firmin-Didot, Paris, 1885

## Décorations
- Grand officier de la Légion d'honneur (16 aout 1913)[16]
- Officier de l'Instruction publique
- Commandeur de l'ordre du Mérite agricole[17]
- Grand officier de l'ordre de Charles III d'Espagne[18]
- Grand officier de l'ordre de la Couronne d'Italie (1889)
- Grand-croix de l'ordre de Léopold II[19].
- Grand cordon de l'ordre des fleurs de Paulownia[20]
- Grand croix de l'Ordre du prince Danilo Ier
- Ordre du Double Dragon

## Prix
- Prix Thiers de l'Académie française (1919)[17]
- prix Drouyn de Lluys de l'Académie des sciences morales et politiques (1921)[21]

### Sources
- Les papiers personnels d'Auguste Gérard et de son parent Pierre Arnoult sont conservés aux Archives nationales sous la cote 329AP[22].